# Vinohradská

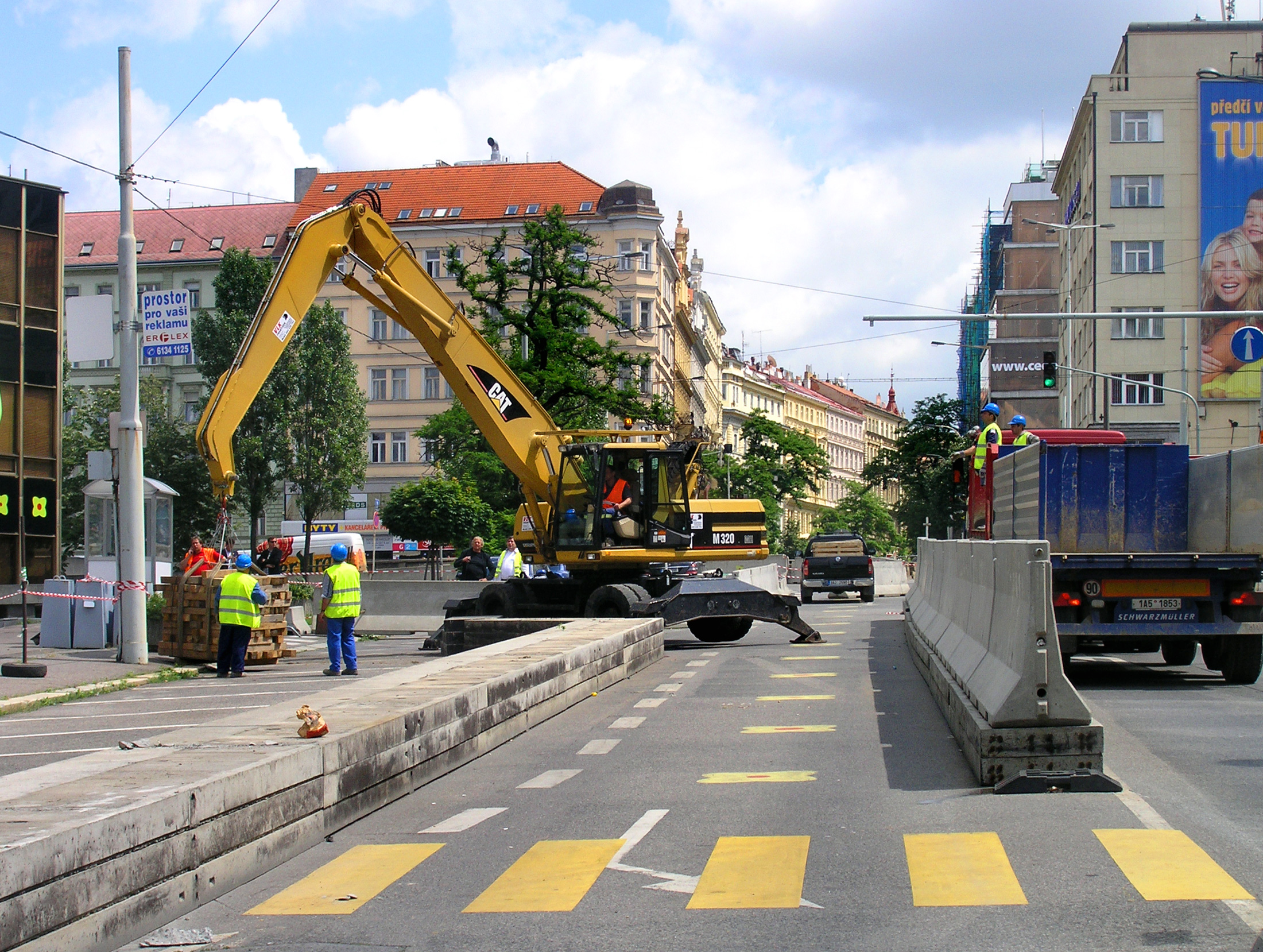
Začátek ulice poblíž Václavského náměstí a Národního muzea, na snímku pohled směrem k Vinohradům u křižovatky s ulicí Legerova

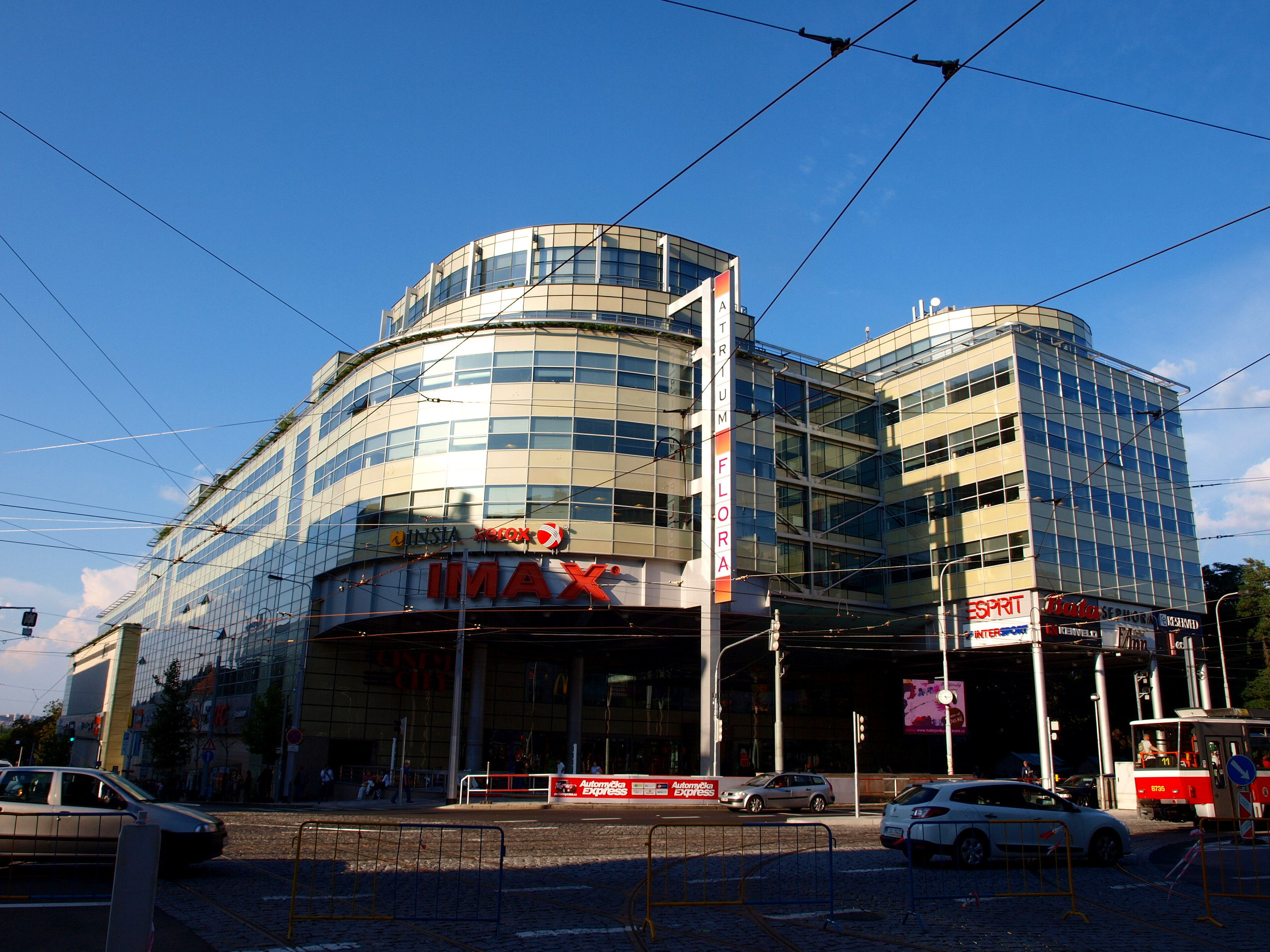
Palác Flóra u stejnojmenné křižovatky

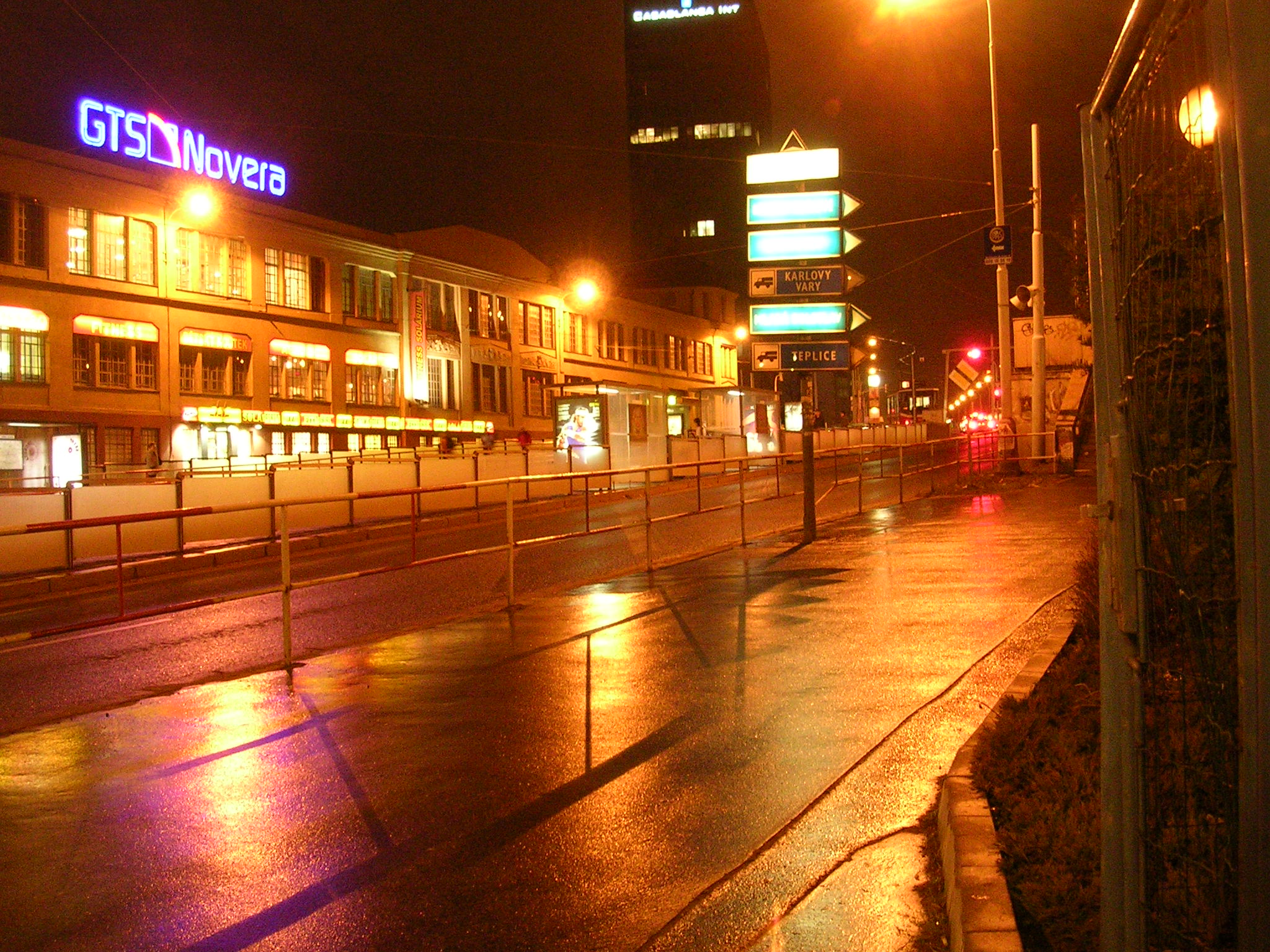
Křižovatka Želivského v noci, v pozadí Palác Vinohrady

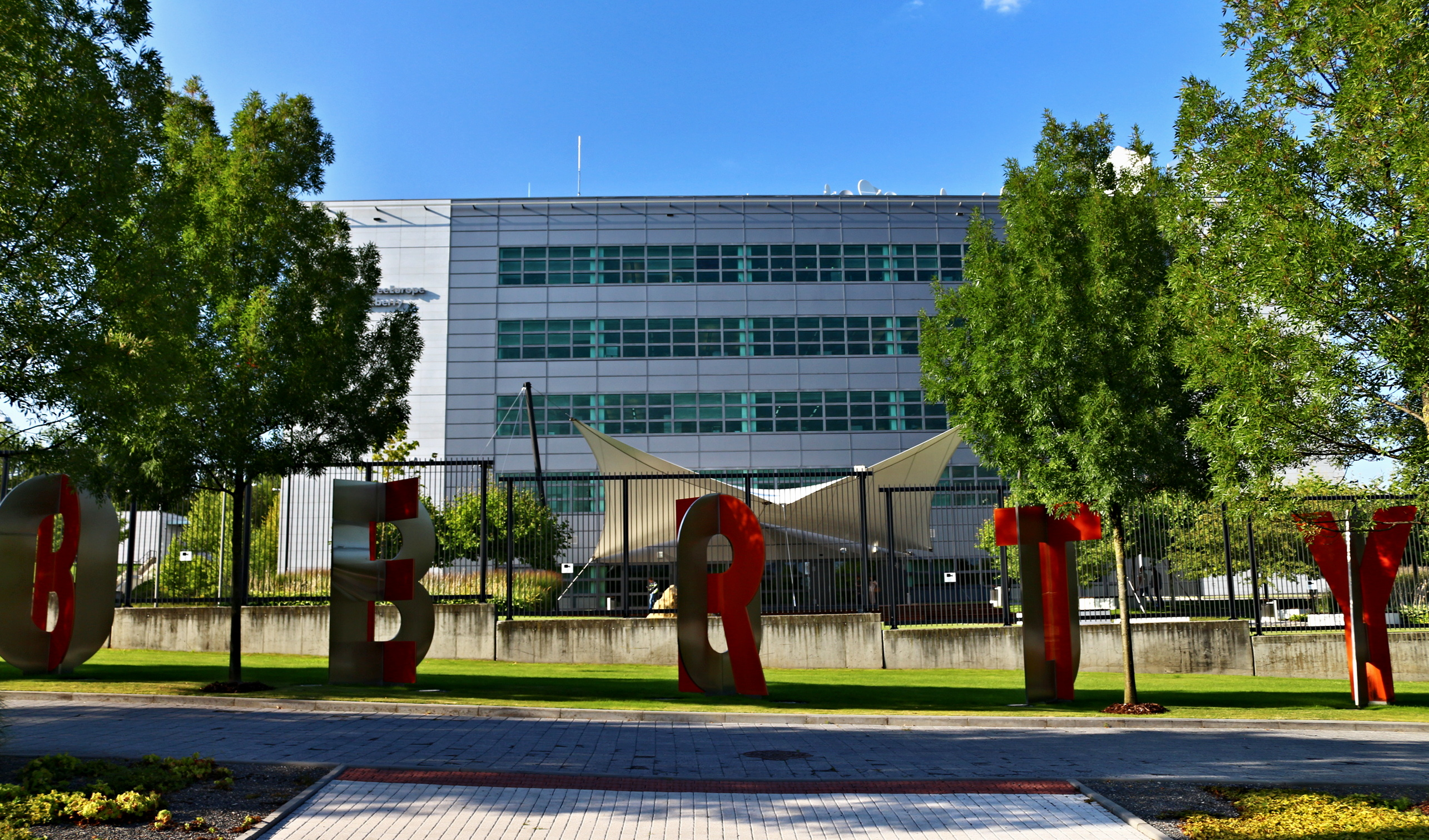
Budova Rádia Svobodná Evropa na Hagiboru

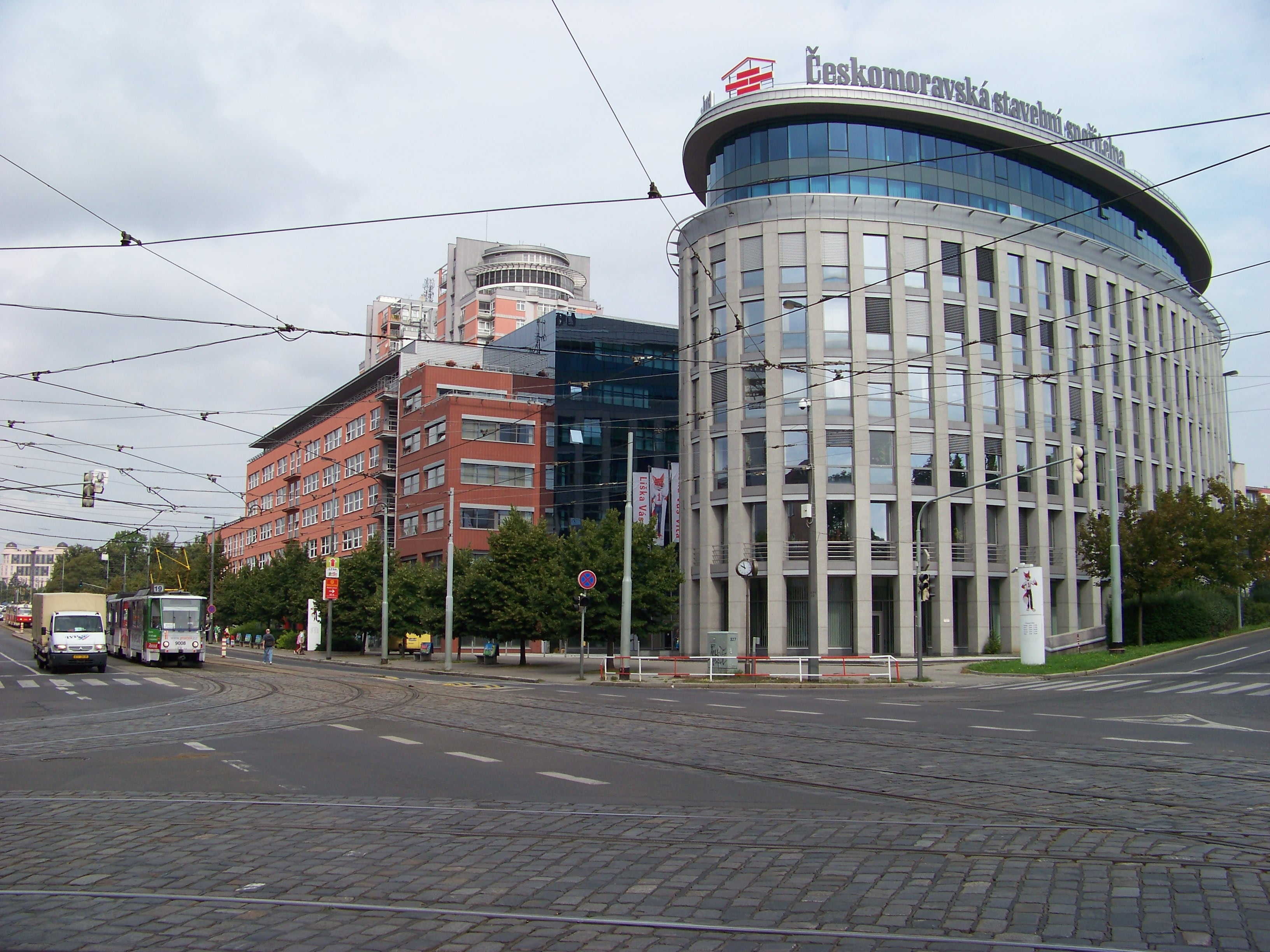
Komerční centrum Vinice, zde ulice Vinohradská přechází v Černokosteleckou

Vinohradská třída v Praze je jedna z významných ulic města. Vede z hranice Nového Města od křižovatky západní větve Severojižní magistrály s Václavským náměstím přes katastrální území Vinohrady, Žižkov a Strašnice, kde na křižovatce se Starostrašnickou ulicí a ulicí Na palouku přechází v ulici Černokosteleckou. Délka ulice je cca 4 km. Dnešní název ulice pochází od čtvrti Vinohrady, pojmenované podle mnoha vinic, které se na jejím území nacházely.

## Trasa ulice
Ulice vychází z Václavského náměstí ve směru na východ, protíná Vinohrady, míjí Žižkov a končí ve Strašnicích. Na své cestě protíná Italskou ulici, míjí sady Svatopluka Čecha, náměstí Jiřího z Poděbrad, ulici Jičínskou, náměstí Jiřího z Lobkovic, ulici Jana Želivského a Hollarovo náměstí.
Většina ulice patří do Vinohrad, vozovka a jižní strana u Národního muzea do Nového Města. Severní strana od Radhošťské ulice až k Domovu sociální péče (židovskému chorobinci) na Hagiboru patří k Žižkovu. Nejvýchodnější část ulice patří do Strašnic, a to severní strana od nové budovy rádia Svobodná Evropa a jižní strana od ulice Za Strašnickou vozovnou. Vinohradská ulice končí na křižovatce s ulicemi Starostrašnická a Na Palouku, kde na ni ve stejném směru navazuje Černokostelecká ulice.
Roku 1907 byla uvedena do provozu tramvajová trať mezi Muzeem a Olšanskými hřbitovy (trať Korunní ulicí existovala již od roku 1897). Roku 1908 byla prodloužena k nové vozovně Strašnice a po celé délce ulice potom jezdila tramvaj do 80. let, kdy byla trať podél prvního bloku u Národního muzea u Václavského náměstí přerušena. V roce 2019 zde byly znovu koleje instalovány, ale nejsou napojené na tramvajovou síť.
Vedení ulice zhruba sleduje linka metra A; přímo na Vinohradské se nacházejí stanice Muzeum, Jiřího z Poděbrad, Flora a Želivského.
Ulice je po většinu své délky (převážně v oblasti Nového Města, Vinohrad a Žižkova) po obou stranách lemována stromořadím. Část Vinohradské ulice od Radhošťské ke Starostrašnické ulici je opatřena přerušovanými cyklopruhy nebo cyklopiktogramy.

## Historie a názvy
Ještě na přelomu 19. a 20. století se jednalo spíše o silnici mezi okolními poli a sady, původně vycházející z Prahy Koňskou branou, zbořenou roku 1875. Ojediněle se při ní nacházela nějaká hospodářská stavení. Na této silnici se nacházely odbočky k blízkým hřbitovům (olšanský, vinohradský, nový židovský a evangelický). Z této doby pocházejí nejstarší názvy ulice. Prvním z nich bylo pojmenování Říčanská, zhruba před rokem 1873 byla celá silnice nazývána Černokostelecká. Tato pojmenování byla dána směrem komunikace, tedy Říčany a Kostelec nad Černými lesy (v té době nesoucí název Černý Kostelec).
V roce 1884 byla ulice přejmenována na název Jungmannova po Josefu Jungmannovi. Od začátku roku 1922 byly Královské Vinohrady začleněny do tehdy vzniklé Velké Prahy a kvůli jednoznačnosti (ulice Jungmannova již v Praze existovala) proto dostala ulice nový název Fochova po francouzském maršálovi z první světové války, Ferdinandu Fochovi.
V letech 1940–1945 nesla ulice název Schwerinova, po pruském maršálovi Kurtu Christophu von Schwerinovi. Po ukončení druhé světové války se krátce do roku 1946 jmenovala opět Fochova. Tohoto roku byla ulice přejmenována na Stalinova, na počest sovětského diktátora gruzínského původu Josifa Visarjonoviče Stalina. Na dnešní název Vinohradská byla ulice přejmenována v roce 1962.
V roce 2019 byla rekonstruována tramvajová trať v této ulici. Předchozí rekonstrukce proběhla mezi roky 1979 až 1980.

## Významné budovy a místa
Ve směru od Václavského náměstí ke křižovatce s ulicí Černokosteleckou:
- Václavské náměstí
- Historická budova Národního muzea
- Nová budova Národního muzea
- Chodníček smrti
- komplex Transgas
- Český rozhlas
- Obchodní akademie Vinohradská
- Radiopalác
- Vinohradský pavilon
- sady Svatopluka Čecha
- Náměstí Jiřího z Poděbrad
- Kostel Nejsvětějšího srdce Páně
- Palác Flora, sídlo VZP
- Olšanské hřbitovy
- Náměstí Jiřího z Lobkovic
- Nový židovský hřbitov
- autobusové nádraží u stanice metra Želivského
- Palác Vinohrady
- Crystal (budova)
- hotel Don Giovanni
- Hollarovo náměstí
- oblast Hagibor:
  - Židovský chorobinec
  - Svobodná Evropa
  - Evangelický hřbitov ve Strašnicích
- Vinohradský hřbitov
- Krematorium Strašnice
- Vinice